# Filippo Arrighetti
Filippo Arrighetti (Firenze, 1582 – Padova, 27 novembre 1662) è stato un religioso, filosofo e grecista italiano.

## Biografia
Appartenente a una nobile famiglia fiorentina, studiò la Lingua greca e le filosofie Aristotelica e Platonica nelle Università di Pisa e di Padova. Dedicatosi agli studi teologici, venne ascritto al Corpo dei Teologi dell'Università Fiorentina il 20 novembre del 1631. Il Pontefice Urbano VIII, che aveva molta stima per il giovane, lo creò Canonico Penitenziere della Cattedrale di Firenze e esaminatore sinodale, posizione che mantenne fino alla morte. Arrighetti morì il 27 novembre del 1662 all'età di 80 anni. Fu uno dei membri più illustri dell’Accademia Fiorentina e di quella degli Alterati fra i quali si chiamò Fiorito.

## Opere
Arrighetti non pubblicò nessuna delle sue opere, che rimasero tutte manoscritte. Fu autore di un commento alla Retorica di Aristotele (La Rettorica d'Aristotele tradotta e spiegata, in 56 lezioni recitate nell'Accademia Fiorentina), che lesse in una serie di conferenze presso l'Accademia di Firenze. Realizzò inoltre una traduzione in italiano della Poetica di Aristotele (La Poetica d'Aristotele tradotta, spiegata e recitata nell'Accademia degli Svogliati di Pisa), letta di fronte all'Accademia degli Svogliati di Pisa. Presso l'Accademia fiorentina tenne quattro conferenze sulla lussuria, il riso, il talento e l'onore (Quattro Discorsi Accademici; cioè, del Piacere, del Riso, dell’Ingegno, e dell’Onore, recitati nell'Accademia Fiorentina). Scrisse anche una biografia del famoso missionario gesuita Francesco Saverio (Vita di S. Francesco Saverio estratta dalle relazioni, fatte in Concistoro da Francesco Maria Cardinale del Monte) e vari sermoni e opere spirituali.
- La Rettorica d'Aristotile spiegata in 56 Lezioni recitate nell'Accademia Fiorentina;
- La Poetica d'Aristotile tradotta e spiegata e recitata nell'Accademia degli svogliati in Pisa;
- Quattro Discorsi Accademici cioè del Piacere, del Riso, dell'Ingegno e dell'Onore recitati nell'Accademia Fiorentina;
- Sermoni Sacri Volgari e Latini fatti in varie Chiese e Compagnie di Firenze;
- Vita di S. Francesco Saverio estratta dalle relazioni fatte in Concistoro da Francesco Maria Cardinale del Monte;
- Discorso sopra l'Orazione vocale e mentale;
- Tractatus de iis quae necesitate medii et precepti credenda sunt.